# Evangelho de Tréveris

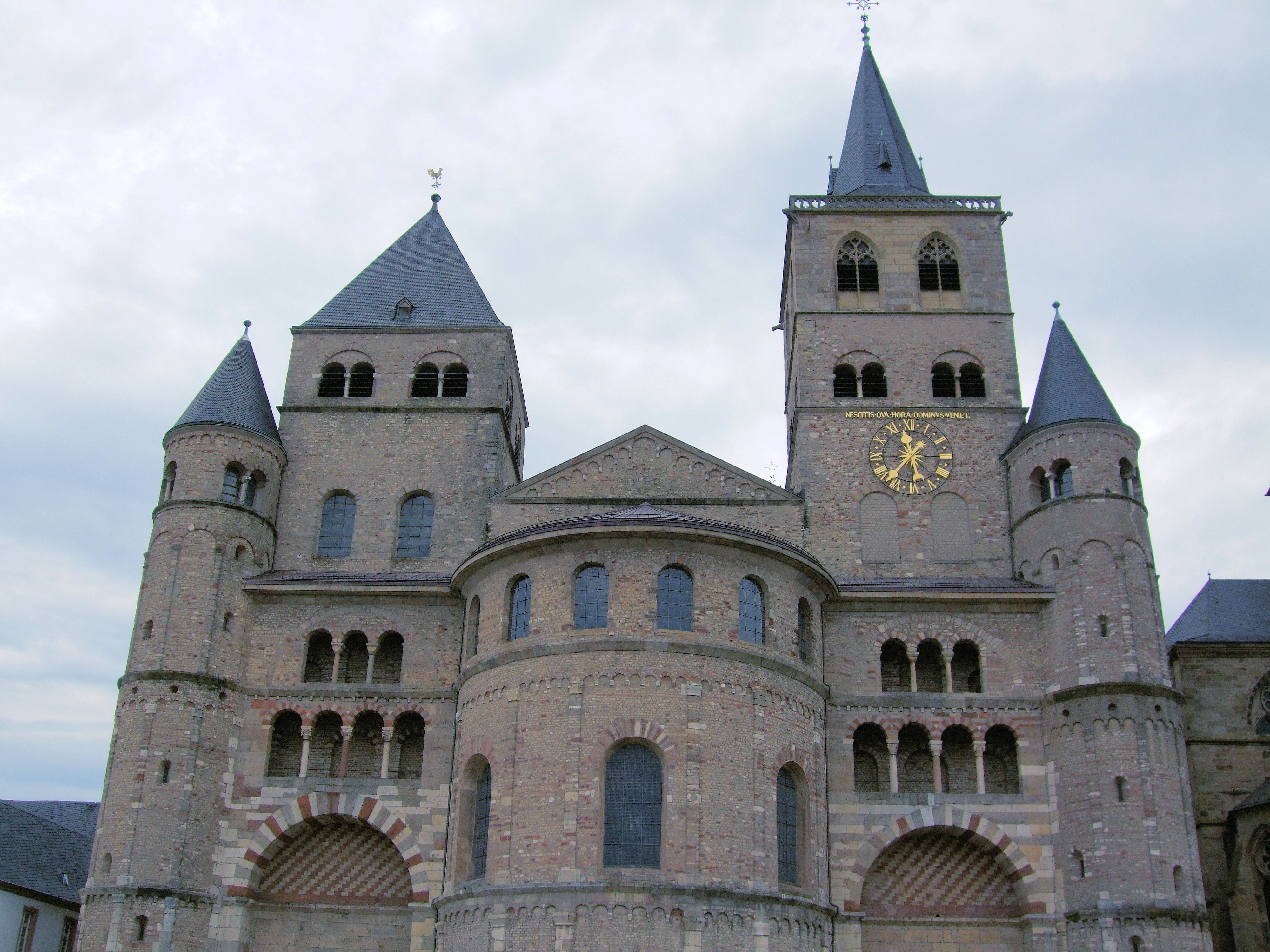
Fachada da Catedral de São Pedro, em Tréveris, na Alemanha

O Evangelho de Tréveris, ou Evangelho de Tréveris, é um manuscrito iluminado contendo os Evangelhos. Provavelmente fora produzido pelo scriptorium da Abadia de Echternach, território atual de Luxemburgo, na primeira metade do século VIII. É copiado e decorado por artistas diretamente influenciados pela iluminação insular. Atualmente está preservado na biblioteca da Catedral de São Pedro, em Tréveris, na Alemanha.

## História
Em um primeiro momento, acreditou-se que o livro havia sido manuscrito em Tréveris. Porém, a partir da análise de outros manuscritos e sua posterior comparação, passou-se a acreditar que tenha sido produzido na Abadia de Echternach, uma abadia fundada em 698 por Vilibrordo da Nortúmbria, provavelmente por um grupo de escribas. O cólofon do manuscrito indica que foi escrito em grande parte por um monge chamado Thomas, que recebeu ajuda de um amanuense anônimo, de cultura merovíngia.